# Вила Ботери (Алесандрија)
Вила Ботери је насеље у Италији у округу Алесандрија, региону Пијемонт.
Према процени из 2011. у насељу је живело 57 становника. Насеље се налази на надморској висини од 360 м.